# 荒井修光
荒井 修光（あらい のぶあき、1973年〈昭和48年〉8月11日 - ）は、千葉県我孫子市出身の元プロ野球選手（捕手）。右投左打。現役引退後は北海道日本ハムファイターズの球団職員となっている。

## 来歴・人物
我孫子シニア、我孫子高校、早稲田大学を経て、1995年ドラフト2位で日本ハムファイターズに入団。
高校3年時に、ピッチャーとして甲子園に出場。2勝をあげる。なおこの時の監督は、実父の荒井致徳であり話題となる。早稲田大学では1年で2勝するが、2年のときに捕手へ転向。東京六大学リーグ通算87試合出場、307打数74安打、打率.241、2本塁打、33打点。ベストナイン1回。織田淳哉、三澤興一とバッテリーを組む。日米大学野球代表となる。東京六大学の同期では髙木大成、野村克則と捕手3人揃ってプロ入りした。
しかしプロでは思うような活躍ができず、2003年オフに戦力外通告を受け、現役引退。
2004年からは日本ハムの球団職員に転身。同年から日本球界に復帰して入団した新庄剛志 (SHINJO) の専属広報を3年間務め、新庄の現役引退後は選手の肖像権などを管理する球団のマーチャンダイジンググループに移動。その後、球団が加盟したNPO法人・北海道野球協議会に出向して、同協議会の事務局次長に就任した。
2020年時点では、子供たちへの野球教室を展開する事業統轄本部エンターテイメント・クリエーション部アカデミーグループのグループ長を務めている。

## 詳細情報

### 年度別打撃成績
| 年 度     | 球 団     | 試 合 | 打 席 | 打 数 | 得 点 | 安 打 | 二 塁 打 | 三 塁 打 | 本 塁 打 | 塁 打 | 打 点 | 盗 塁 | 盗 塁 死 | 犠 打 | 犠 飛 | 四 球 | 敬 遠 | 死 球 | 三 振 | 併 殺 打 | 打 率 | 出 塁 率 | 長 打 率 | O P S |
| --------- | --------- | ----- | ----- | ----- | ----- | ----- | -------- | -------- | -------- | ----- | ----- | ----- | -------- | ----- | ----- | ----- | ----- | ----- | ----- | -------- | ----- | -------- | -------- | ----- |
| 1996      | 日本ハム  | 26    | 25    | 21    | 2     | 4     | 0        | 0        | 0        | 4     | 2     | 0     | 1        | 0     | 1     | 3     | 0     | 0     | 5     | 0        | .190  | .280     | .190     | .470  |
| 1997      | 日本ハム  | 27    | 18    | 18    | 6     | 5     | 1        | 0        | 0        | 6     | 4     | 0     | 2        | 0     | 0     | 0     | 0     | 0     | 4     | 1        | .278  | .278     | .333     | .611  |
| 1999      | 日本ハム  | 10    | 13    | 11    | 3     | 4     | 1        | 0        | 0        | 5     | 0     | 0     | 1        | 0     | 0     | 1     | 0     | 1     | 0     | 0        | .364  | .462     | .455     | .916  |
| 2001      | 日本ハム  | 3     | 2     | 2     | 0     | 0     | 0        | 0        | 0        | 0     | 0     | 1     | 0        | 0     | 0     | 0     | 0     | 0     | 1     | 0        | .000  | .000     | .000     | .000  |
| 2002      | 日本ハム  | 15    | 13    | 13    | 1     | 3     | 1        | 0        | 0        | 4     | 0     | 0     | 0        | 0     | 0     | 0     | 0     | 0     | 5     | 1        | .231  | .231     | .308     | .538  |
| 通算：5年 | 通算：5年 | 81    | 71    | 65    | 12    | 16    | 3        | 0        | 0        | 19    | 6     | 1     | 4        | 0     | 1     | 4     | 0     | 1     | 15    | 2        | .246  | .296     | .292     | .588  |

### 記録
- 初出場：1996年4月6日、対近鉄バファローズ1回戦（日生球場）、4回裏に捕手として出場
- 初打席：同上、6回表に高村祐から四球
- 初先発出場：1996年5月18日、対千葉ロッテマリーンズ8回戦（千葉マリンスタジアム）、8番・捕手として先発出場
- 初安打・初打点：同上、5回表に小宮山悟から適時打
- 初盗塁：2001年8月25日、対大阪近鉄バファローズ23回戦（大阪ドーム）、9回表に二盗（投手：山村宏樹、捕手：北川博敏）

### 背番号
- 22 （1996年 - 1998年）
- 9 （1999年 - 2003年）